# Techuri
Techuri (georgiska: ტეხური) är ett vattendrag i Georgien. Det ligger i regionen Megrelien-Övre Svanetien, i den västra delen av landet, 230 km väster om huvudstaden Tbilisi.